# 行心
行心（ぎょうしん／こうじん、生没年不詳）は、飛鳥時代の僧。新羅からの渡来人。

## 記録
『日本書紀』巻第三十によると、朱鳥元年（686年）10月の大津皇子の謀反の企みに加担したとして30余人が捕縛され、行心もその一人であったが、彼らの多くは大津に縁坐したものとして赦免され、行心も罪するには忍ばずとして、飛騨国の伽藍に移された、とある。
『懐風藻』によると、天文・卜筮を解したとされ、大津皇子に「太子の骨法これ人臣の相にあらず、これをもって久しく下位に在るは恐らくは身を全うせざらん」と告げて逆謀を勧めた、とあり、「姧豎」（かんじゅ）と罵られている。
『続日本紀』巻第二に現れる僧の隆観は、「流僧（るそう）幸甚が子なり」とあるが、「幸甚」は「行心」ではないか、とされている。